# Tamara Gverdtsiteli
Tamara Mikhailovna Gverdtsiteli (en georgiano: თამარ "თამრიკო" გვერდწითელი, en ruso: Тамара Михайловна Гвердцители, nacida el 18 de enero de 1962 en Tbilisi ) es una cantante, actriz y compositora georgiana, Artista del Pueblo de Ingushetia, Georgia (desde 1991) y Rusia (desde 2004) Vivat, Korol!.

## Discografía
- 1982 - Debyut. Tamara Gverdtsiteli (minón)
- 1985 - Muzyka: poyot Tamara Gverdtsiteli
- 1992 - Tamara Gverdtsiteli poyot svoi pesni
- 1994 - ¡Vivat, Korol '!
- 1996 - Spasibo, Muzyka, tebe!
- 2000 - Luchshiye pesni raznykh let
- 2001 - Posvyashcheniye Zhenshchine
- 2002 - Vivat, Lyubov ', Vivat!
- 2002 - Mne vchera prisnilos 'nebo
- 2003 - Izbrannoye
- 2004 - Muzyka - Khram Dushi
- 2008 - Vozdushnyy potseluy
- 2008 - MP3-al'bom Izbrannoye
- 2009 - The Best (2 CD)